# Église Notre-Dame-de-l'Assomption de Chessy-les-Prés
L'église Notre-Dame-de-l'Assomption est une église catholique située à Chessy-les-Prés dans le Pays d'Armance et dans la région française du Grand Est.

## Description
L'intérieur de l'église abrite notamment un orgue à cylindres construit par Nicolas-Antoine Lété pour l'église de Saint-Julien-les-Villas en 1843 et transféré à Chessy par Didier Poirot vers 1872 ; fait rare, l'orgue possède encore ses seize cylindres originaux. La partie instrumentale de cet orgue est classée au titre objet des monuments historiques depuis le 24 novembre 1980,.

## Localisation
L'église est située sur la commune de Chessy-les-Prés, dans le département de l'Aube.

## Historique
Cette église est l'objet de travaux au début du XVè siècle
L'édifice est inscrit au titre des monuments historiques en 1925.